# ایلی ایلی
ایلی ایلی (به انگلیسی: 'Ili'ili) یک منطقهٔ مسکونی در ایالات متحده آمریکا است که در ساموآی آمریکا واقع شده‌است. ایلی ایلی ۳٫۵۸ کیلومتر مربع مساحت و ۲٬۴۹۷ نفر جمعیت دارد.